# Dialetto lecchese
Il dialetto lecchese è un dialetto appartenente alla varietà occidentale della lingua lombarda. È parlato nella città di Lecco, in alcuni comuni limitrofi, in Valsassina e sulla sponda orientale del Lago di Como. È considerato il dialetto "cerniera" tra quelli occidentali e quelli orientali.

## Correlazione con altri dialetti
Il dialetto attuale risente, secondo le zone, di influssi sia del bergamasco, che del brianzolo, che del comasco. Per tale motivo spesso si assiste ad una base linguistica comune con innesti ed influenze, più o meno forti, secondo le zone.

### Varianti
Sulle sponde orientali del lago di Como e nel ramo di Lecco è parlato un dialetto molto prossimo al lecchese del capoluogo, con minime influenze dal dialetto comasco nella zona dell'alto lago. In Valsassina invece assume delle caratteristiche proprie, che lo differenziano maggiormente: tra paese e paese, si sono sviluppate notevoli differenze causate dalle non facili possibilità di frequentazione nei secoli passati, soprattutto nelle valli più isolate delle montagne del lago. A sud-ovest di Lecco, il dialetto del capoluogo è parlato solo nei comuni più vicini, mentre allontanandosi sfuma nel brianzolo; a sud - est, in Valle San Martino è parlato il dialetto bergamasco, una variante appartenente al ramo orientale della lingua lombarda, che si è diffuso grazie al legame di lunga data che lega la Valle a Bergamo (le parlate locali nella zona occidentale della Valle tuttavia risentono della vicinanza a Lecco e di conseguenza il vernacolo locale presenta delle affinità con il dialetto lecchese del quale riprende diverse parole).

### Caratteristiche
Si differenzia dal comasco e dal brianzolo, avvicinandosi al bergamasco, in parecchi vocaboli: es. bagai (bambino) invece di fioö di milanese-comasco; negòt (niente) invece di nagot, vergòt (qualcosa) invece di queicoss, ecc.
Il dialetto lecchese (soprattutto quello di Lecco centro) non si allontana molto dal milanese. In alcuni rioni di Lecco però, che furono nel corso della storia indipendenti, troviamo differenze rispetto al dialetto di Lecco (centro storico).
Il lecchese, per la sua posizione di confine con il lombardo orientale, ha influenze bergamasche.
Confrontando il lecchese con il milanese, troviamo le seguenti differenze:
- Vi sono [ts] e [dz], in sostituzione del milanese [s] e [z]:
  - "nazion": MI [na'sjũ], LC [na'tsjuŋ] (un tempo [na'tsjoŋ], come nel comasco e nel laghee).
- Esiste la O chiusa [o], che in milanese non troviamo.
  - MI olter/alter, LC olter/alter.
  - saroo: MI [sa'ruː], LC [sa'roː] e.v.i.
- Le parole che finiscono in -ona non vengono pronunciate -òna ma -óna, sia i nomi che i verbi:
  - MI la padrona ['la pa'drɔna]→ LC la padrona ['la pa'druna].
  - MI luu el sona ['ly 'el 'sɔna]→ LC luu el sona ['ly 'el 'suna].
- Sotto l'influenza del bergamasco, tante U mutano in Œ [ø]:
  - tut : [tøt].
  - su : [sø].
- Questa mutazione si può trovare qualche volta (ma non sempre) in posizioni nasali (come nel dialetto laghee, ma anche nel dialetto bustocco o nel dialetto pavese):
  - nissun : MI [nisyŋ], LC [nisyŋ] / [nisøŋ] (ma fem. nissuna), "nessuno"
  - vun : MI [vøŋ], LC [vyŋ] / [vøŋ], "uno"
  - nun : MI [nym] / [nyŋ], LC [nym] / [nøm] e [nyn] / [nøn] / [nøŋ], "noi"
- Un tempo si utilizzava spesso sg [ʒ] anziché la G dolce:
  - jo : [ʒɔ] → [dʒɔ].
- Nelle parlate più ariose, la terminazione nasale -IN diviene -EN. Questa caratteristica si ha anche nel dialetto bergamasco della Val San Martino: galìna = sm. galéna.
  - picinin : MI [piʃiniŋ], LC arios [piʃineŋ].
- Sempre nelle parlate ariose, la E aperta milanese si pronuncia stretta:
  - dialet, leit : MI [djalɛt], [lɛt]; LC arios [dialet], [let͡ʃ].
- Inoltre ad Acquate, Maggianico e Chiuso si ha una scomparsa dei suoni nasali, allungando così la vocale finale:
  - bon [bũ] → [buː].
  - can [kã] → [kaː].
  - ben [bẽ] → [beː].
- La I corta diventa una E stretta (influenza bergamasca):
  - insì : MI [in'ʃi] → LC [in'ʃe] / [in'se] (BG [i'se] )
  - mì : MI [mi] → LC [me] (BG [me] )<L
- I verbi possono avere a seconda delle zone, delle forme differenti.
  - qe mi fudess / fussi : MI [fy'dɛs] / ['fys] ; LC [fy'dɛs], [fy'desi], ['fysi], ['føsi].

Tra le particolarità che lo differenziano dal comasco troviamo:
- L'articolo determinativo maschile è come nel milanese (anche se in alcuni dialetti della Valsassina e in alcune zone della Val San Martino non è così):
  - MI el = CO ol = LC el.
- Lo scevà tende alla E invece che alla A:
  - CO ol dialet de Com = LC el dialet de Lec.

### La formazione del plurale
Vengono elencate le caratteristiche che lo differenziano dal milanese:
- Maschile
  - -ŒL → -ŒI (non sempre)
  - -IL → -II (non sempre)
    - el badil → i badii

  - -IN/-EN → -ITS/ETS (per i sostantivi diminutivi)
- Femminile
  - -ISTA → -ESTA
    - la pianista → i pianeste [pja'nest]

  - -INA/-ENA → -ENE
    - la scarpina → i scarpene [skar'pen]

  - -UIA → -ŒIE (non sempre)
    - la freguia [fre'gyja] → i fregœie [fre'gøj]

  - -OLA → OI (non sempre)
    - la parola → i paroi.

  - -ELLA → -ELLE/-EI
    - la sorella → i sorelle [su'rɛl] / [su'rɛj]
    - la stella → i stelle [stɛl] / [stɛi]
    - la campanella → i campanelle [campa'nɛl]

  - -ONA → -ONE ['ɔn] (Lecch), ['on] (dialetto arioso), ['une] (Acquate e San Giovanni)
  - -UCIA → -ŒCIE
  - -UGIA → -ŒGIE
  - -UCA → -ŒQE
    - la zuca → i zœqe [t͡sœk]

  - -ÉMA → -ÈME
    - la bestema [bes'tɛma] → i besteme [bes'tem]

  - -OSSA → -ÓSSA ['osa]
  - -ICIA → -ECIE [et͡ʃ]
  - -IA→ -ÉI
  - -ITA/-IPA/-IMA/-ILA → -ETE/-EPE/-EME/-ELE
    - la vita → i vete [vet]
    - la pipa → i pepe [pep]
    - la cima ['ʃima] → i ceme ['ʃem]
    - la pila → i pele [pel]

  - -RLA/-RNA/-BRA/-VRA/-GRA/-TRA → -RLI/-RNI/-BRI/-VRI/-GRI/-TRI (non sempre)
    - la sganzerla → i sganzerle [sganzerli]
    - la giiberna → i giiberne [d͡ʒi'bɛrni]
    - la zebra → i zebre ['zebri]
    - la manovra → i manovre [manɔvri] (ma anche [manɔver] )
    - la sagra → i sagre ['sagri] (ma anche ['sager] )
    - la giostra → i giostre ['d͡ʒustri] (ma anche ['d͡ʒuster)
    - la cavra → i cavre ['kaver]

  - -ISSA → -ESSE
    - la bissa → i besse [bes]

  - Ad Aquate e San Giovanni inoltre i participi passati femminili plurali terminano, come nel bergamasco, con la E:
    - la peçada [pe'ʃada] → i peçade [pe'ʃade] (Lecco: [pe'ʃad] )

  - Sempre in quei rioni, vi sono altre parole che terminano con la /e/:
    - la cova → i cove.

### I verbi

#### Verbo essere
- Indicativo presente: mi soo, ti te see, lù l'è, nuun mé sé, violtri sii, lor i èi.
- Indicativo imperfetto: mi seri, ti te seret, lù l'era, nuun serem, violtri serev, lor erei.
- Indicativo futuro: mi saroo, ti te saree, lù l'sarà, nuun saremm, violtri sarii, lor i sarà.
- Congiuntivo presente: che mi sia, che ti te se, che lù' sii, che nuun me se, che violtri siev, che lor i sies.
- Congiuntivo imperfetto: che mi fudesi, che ti te fudeset, che lù l fudess, che nuun me fudess, che violtri fudessev, che lor i fudesse.
- Condizionale presente: mi saresi, ti te sareset, lù al saress, nuun saresem, violtri saresef, lor i saress.

#### Verbo avere
- Indicativo presente: mé g'hoo, té te g'heet, luu al g'ha, nœgn g'em, violter g'hii/havii, lor i g'ha / g'hann.
- Indicativo imperfetto: mé g'havevi/heri, té ta g'havevet/heret, luu al g'haveva/hera, nœgn g'havevem/herem, violter g'havevev/hevev, lor i g'haveva/hera/haveven/heren.
- Indicativo futuro: mé g'havaroo/haroo, té ta g'havareet/hareet, luu al g'havarà/harà, nœgn g'havaremm/haremm, violter g'havarii/harii, lor i g'havarà/harà/havarann/harann.
- Congiuntivo presente: qe mé g'habia, qe té te g'habiet, qe luu al g'habia, qe nœgn g'habiem, qe violter g'habiev, qe lor i g'habia/habien.
- Congiuntivo imperfetto: qe mé havessi/havess, qe té te g'havess, qe luu al g'havess, qe nœgn g'havessem, qe violter g'havessev, qe lor i g'havess/havessen.
- Condizionale presente: mé g'havaressi/haressi/haress/havaria, té te g'havaresset/haresset/havariet, luu al g'havaress/haress/havaria, nœgn g'havaressem/haressem/havariem, violter g'havaressev/haressev, lor i g'havaress/haress/havaressen/haressen/havarien.

#### Verbo andare
- Indicativo presente: mé voo, té ta veet, lù al va, nœgn andem/vem/nem, violter andii/vii/nii, lor i vann.
- Indicativo imperfetto: mé andavi/navi, té t'andavet/navet, luu l'andava/'l nava, nœgn andavem/navem, violter andavev/navev, lor i andaven/naven.
- Indicativo futuro: mé andaroo/naroo, té t'andareet/nareet, luu l'andarà/'l narà, nœgn andarem/narem, violter andarii/narii, lor i andarann/narann.
- Congiuntivo presente: qe mé vaga/naga, qe té ta vaget/naget, qe luu al vaga/naga, qe num vagem/nagem, qe violter vagev/nagev, qe lor i vagen/nagen.
- Congiuntivo imperfetto: qe mé andassi/andessi/nassi, qe té ta andasset/nasset, qe luu l'andass/'l nass, qe num andassem/nassem, qe violter andassev/nassev, qe lor i andassen/nassen.
- Condizionale presente: mé andaressi/andaress/andaria/naress/ naressi/naria ecc.
- Participio passato: andait [an'da] / nait [na].

#### Altre particolarità
- mil. mì tœvi [tøvi] → lec. mé tœvi [tøvi] / [tøj].
- mil. told [tolt], tolda [tolta] → lec. tœld [tøj] / tovud [toy:], tœlda ['tøda] / tovuda [to'vyda].
- mil. mì faxevi, tì ta faxevet ecc. → lec. mé faxevi/favi, té ta faxevet/favet ecc.
- mil. mì vegnivi, tì te vegnivet ecc. → lec. mé vegnivi/vegnevi, té ta vegnivet/vegnevet ecc.
- mil. mì savevi, tì ta savevet ecc. → lec. mé savevi/seri, té ta savevet/seret ecc.
- mil. mì savaroo, tì ta savareet ecc. → lec. mé savaroo/saroo, té ta savareet/sareet ecc.

## Esempi di dialetto

### Una novella del Votcent
Dixi donca qe ind i temp del prim re de Cipri, dop qe la Terra Santa l'è staita conquistada de Gotifred de Bulion, l'è sucedud qe una dona nobila de Guascogna l'è andaita come pellegrina a'l Sepolcr e, tornand indree, rivada a Cipri, l'è staita maltratada de certs baloss. E per quest, inrabida fœra de mœd, l'ha pensad de presentar i so quarelle a'l re; quaigedun g'hann dit de miga trar via el fiad, perqè 'sto re l'era insì un coion qe miga domà l'era gnanc bon de far vendeta per i olter ma, de ciolla, al taxeva anca quand l'era insultad luu stess, e se quaigedun g'haveva un quai despiaxer, al se sfogava adoss a luu. La siora, sentud 'sta storia, sperand de vendicar-s, la s'è determinada de far capir el so debol a 'sto re e, pianjend, la s'è presentada de luu e la g'ha diit : "Maestà, mé vegni miga qé per vesser vendicada dei injurie qe m'è staite faite; ma almen desideri de saver come ta feet a soportar insì pacifegament i torts qe, come hoo sentud a dir, té ta ricevet, perqè almen poda imprender a dar-m pax dei mee despiaxer, qe el Signor al le sa se mé i' regaleress volontera, del moment qe ta seet fait insì polid a soportar-i". El re, qe fin allora l'era sempr stait piger e poltron, come 'l se fœss dessedad, començand dei torts faits a 'sta siora, al s'è miss a vendicar sempr tuts i injuri qe se fœss faits a la soa dignitaa.

### La Parabola del Fiœl Trason (el bagai spendaçon)
Un om al g'hera duu bagai.
E qell plussee joven al g'ha diit a'l so pà : "Oh, pà, dà-m la part qe me pertoca !" e 'l pà l'ha spartid la soa roba intra i so duu bagai.

On quai dé dop, metuds insem i so rob, el bagai plussee joven l'è partid per andar in d'un sit lontan. Là l'ha maiad fœr tœt i so daner cont una vita de baldoria.

Quand qe 'l g'ha havud plœ gnanc cinq gei, g'è ruvad una grand carestia ind el paes indove qe l'era e allora el bagai l'ha tacad a pater la fam.

L'è nait a lavorar ind de vun de qell paes e 'l so padron l'ha mandad ind i so camp a star-g adree ai porcei.

El bagai el voleva impiender-s el ventr cont i giande qe mangiaven i porcei, ma nissun g'ie dava.

Allora, intra de luu, l'ha pensad : "Quants operari in cà del me pà i g'ha pan fina q'i vœlen, e mé inveci qeqinsé mœri de fam !

Levaroo sœ, naroo ind el me pà e ge dixaroo: Oh, pà, hoo fait pecad contra el Signor e contra de tè !

Me meriti plœ de vesser ciamad el to bagai, tratem come vun dei to operari."

L'è levad sœ e l'è 'ndait ind el so pà. Prima anc'mò de ruvar a cà, el so pà l'ha vedud, el s'è ciapad compassion, al g'è corrud incontra, al g'ha trait i braç a'l coll e l'ha baxad.

Allora el bagai al g'ha diit : "Oh pà, hoo fait pecad contra el Signor e contra de té, me meriti plœ de vesser ciamad el to bagai".

Ma el pà al g'ha deit ai so servidor : "Sœ, sœ, portí el vestid plussee bell e metígel sœ, metíg un anell a'l did e i scarpe ai pee;

porté çà el vedell qell grass, copíl e dop mangiém e fém festa !

Perqè qell bagai l'era mort e l'è tornad in vita, al s'era perdud e l'hem trovad anc'mò". E i hann tacad a far festa.

Ma el so bagai plussee grand l'era ind el lœg e quand qe l'è tornad a cà l'ha sentud a sonar e cantar.

Allora l'ha ciamad vun dei servidor per saver 'se l'era sucedud cossè.

El servidor al g'ha diit : "L'è ruvad el to fradell e 'l to pà l'ha mazad el vedell qell grass perqè l'ha ritrovad san e salv".

Allora el fradell al s'è inrabid e 'l voleva miga 'ndar dent in cà.

El so pà l'è andait de fœr e 'l s'è metud a pregar-l.

Ma el bagai al g'ha respondud insé a'l so pà : "L'è tants ann qe te servissi e hoo sempr fait tœt qell qe t'heet volud, ma té ta m'heet mai dait un cavret de mangiar cont i mee amix.

Ma 'dess qe 'l me fradell l'ha mangiad fœr tœt cont i putane, té t'heet mazad per luu el vedell qell grass".

Ma el pà al g'ha diit : "Car el me bagai, té ta seet sempr insem a mé, e tœt qell qe l'è me l'è anca to;

l'era de justa de far festa perqè 'l to fradell l'era mort e l'è tornad in vita, al s'era perdud e l'hem trovad ancamò".

(Vocabolario Italiano-Lecchese e Lecchese-Italiano, 2001)